# Растојање
Растојање је бројно мерење удаљености објеката. У физици или свакодневној употреби, растојање се може односити на физичку дужину или процену засновану на другим критеријима (нпр. „две жупаније”). У већини случајева, „растојање између А и Б” је заменљиво са „растојањем између Б и А”. У математици, функција растојања или метрика је генерализација концепта физичког растојања. Метрика је функција која се понаша у складу са одређеним скупом правила и представља начин описивања шта то значи за елементе неког простора да буду „близу” или „далеко” један од другог.

## Пређени пут
Пређени пут (енгл. distance travelled; SI ознака — {\displaystyle {\boldsymbol {s}}}) јест једнак интензитету (апсолутној вредности) векторa помераја:
{\displaystyle {\boldsymbol {s}}=\left|\Delta {\boldsymbol {\vec {r}}}\,\right\vert =\left|{\boldsymbol {\vec {r}}}_{2}-{\boldsymbol {\vec {r}}}_{1}\right\vert ,}
односно:
{\displaystyle {\boldsymbol {s}}_{\Delta t}=\left|\Delta {\boldsymbol {\vec {r}}}_{\Delta t}\right\vert =\left|{\boldsymbol {\vec {r}}}_{t_{2}}-{\boldsymbol {\vec {r}}}_{t_{1}}\right\vert ,}
где је {\displaystyle {\boldsymbol {\vec {r}}}_{t_{2}}} вектор положаја у тренутку {\displaystyle t_{2}} и {\displaystyle {\boldsymbol {\vec {r}}}_{t_{1}}} вектор положаја у тренутку {\displaystyle t_{1}}.
Укупни пређени пут је једнак збиру интензитета појединих вектора помераја:
{\displaystyle {\boldsymbol {s}}_{u}={\boldsymbol {s}}_{\Delta t_{1}+\Delta t_{2}+\Delta t_{3}+\,\cdots \,+\Delta t_{n}}=\left|\Delta {\boldsymbol {\vec {r}}}_{\Delta t_{1}}\right\vert +\left|\Delta {\boldsymbol {\vec {r}}}_{\Delta t_{2}}\right\vert +\left|\Delta {\boldsymbol {\vec {r}}}_{\Delta t_{3}}\right\vert +\cdots +\left|\Delta {\boldsymbol {\vec {r}}}_{\Delta t_{n}}\right\vert .}
Пређени пут је скаларна величина.

## Преглед и дефиниције

### Физичке удаљености
Физичка удаљеност може значити неколико различитих ствари:
- Пређено растојање: дужина одређене путање пређене између две тачке,[3] као што је пређена удаљеност током навигације лавиринтом
- Праволинијско (еуклидско) растојање: дужина најкраће могуће путање кроз простор, између две тачке, која би се могла прећи да нема препрека (обично формализована као Еуклидска удаљеност)
- Геодетска удаљеност: Дужина најкраће путање између две тачке док се остаје на некој површини, као што је растојање великог круга дуж кривине Земље
- Дужина одређене путање која се враћа на почетну тачку, као што је лопта бачена право нагоре или Земља када заврши једну орбиту.

„Кружно растојање“ је раздаљина коју пређе точак, што може бити корисно при пројектовању возила или механичких зупчаника. Обим точка је 2π × полупречник, а под претпоставком да је полупречник 1, тада је сваки обрт точка еквивалентан растојању од 2π радијана. У инжењерству се често користи ω = 2πƒ, где је ƒ фреквенција.
Неуобичајене дефиниције удаљености могу бити од помоћи за моделирање одређених физичких ситуација, али се такође користе у теоријској математици:
- „Раздаљина Менхетна“ је праволинијска раздаљина, названа по броју блокова (у правцу севера, југа, истока или запада) којима такси мора да путује да би стигао до свог одредишта на мрежи улица у деловима Њујорка.
- „Раздаљина шаховске табле“, формализована као Чебишевљева удаљеност, је минимални број потеза који краљ мора да направи на шаховској табли, да би путовао између два поља.

Мере удаљености у космологији су компликоване ширењем универзума и ефектима описаним у теорији релативности (као што је контракција дужине покретних објеката).

### Теоријске удаљености
Термин „удаљеност“ се такође користи аналогно за мерење нефизичких ентитета на одређене начине.
У информатици постоји појам „дистанце измене” између два низа. На пример, енглеске речи „dog” и „dot”, које се разликују само у једном слову, ближе су од „dog” и „cat”, које се разликују за три слова. Ова идеја се користи у провери правописа и у теорији кодирања, и математички је формализована на неколико различитих начина, као што су:
- Левенштајново растојање
- Хемингово растојање
- Лиово растојање
- Џаро–Винклерова удаљеност

У математици, метрички простор је скуп за који су дефинисана растојања између свих чланова скупа. На овај начин се може израчунати много различитих типова „удаљености“, као што су обилажење графова, поређење дистрибуција и кривих, и коришћење необичних дефиниција „простора“ (на пример коришћењем многострукости или рефлексија). Појам удаљености у теорији графова коришћен је за описивање друштвених мрежа, на пример са Ердешовим бројем или Бејконовим бројем — број колаборативних односа удаљених од особе потиче од плодног математичара Пола Ердоса и глумца Кевина Бејкона.
У психологији, људској географији и друштвеним наукама, удаљеност се често теоретизира не као објективна метрика, већ као субјективно искуство.